# Adrianus van Wissen
Adrianus Leonardus van Wissen (Den Haag, 1878 - Groningen, 27 februari 1955), in vakliteratuur doorgaans A.L. van Wissen genoemd, was een Nederlandse architect.
Hij was veel werkzaam in provincie Groningen, waar hij verschillende gemeentehuizen ontwierp. Zijn stijl vertoont gelijkenis met die van H.P. Berlage (1856-1934). Verschillende van zijn werken zijn aangewezen als rijksmonument. Na de oorlog werd de architect benoemd tot lid van de Provinciale Commissie voor oorlogs- of vredesgedenktekens, die de minister van Onderwijs, Kunsten en Wetenschappen adviseerde over de plaatsing van oorlogsmonumenten. 
Van Wissen was de vader van de Groninger architect en kunstschilder Herman van Wissen (1910-2000) en de grootvader van de dichter Driek van Wissen (1943-2010).

## Werken (selectie)
- 1907: Gemeentehuis van Winsum[1]
- 1908: Gemeentehuis van Uithuizermeeden
- 1909/1910: Gemeentehuis van Uithuizen
- 1911: Gemeentehuis van Ten Boer
- 1912: Verbouwing Schoenenmagazijn Meier, Groningen[2]
- 1912: Gemeentehuis van Grootegast
- 1916: Woonhuis 't Klaverblad in Haren (Groningen)[3]
- 1919: Gemeentehuis van Kantens
- ca. 1930: villa De Berkenhof, Wilhelminalaan 4 in Zuidlaren.

## Werk (afbeeldingen)

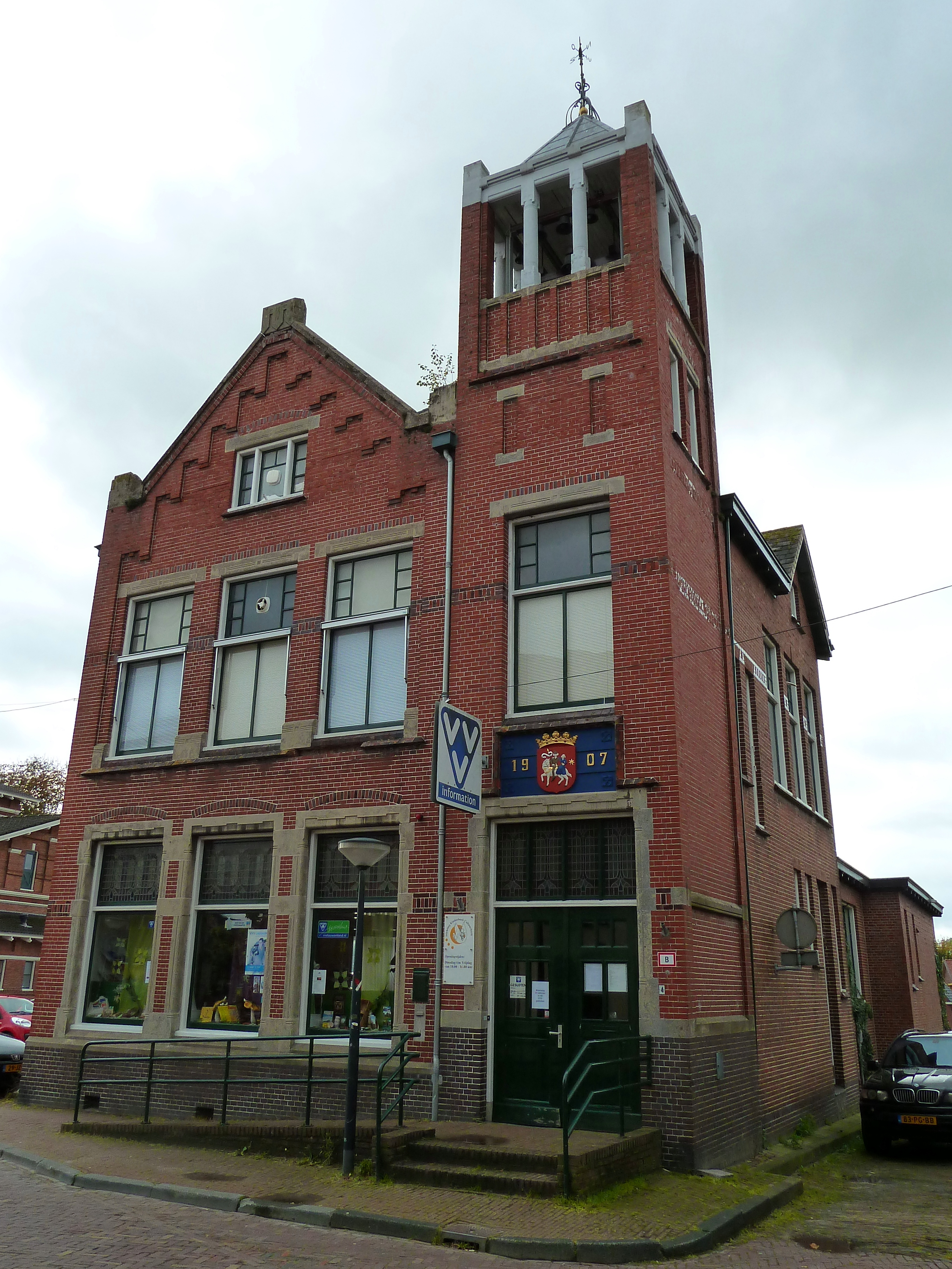
Het (voormalige) gemeentehuis (1907) van Winsum in 2010
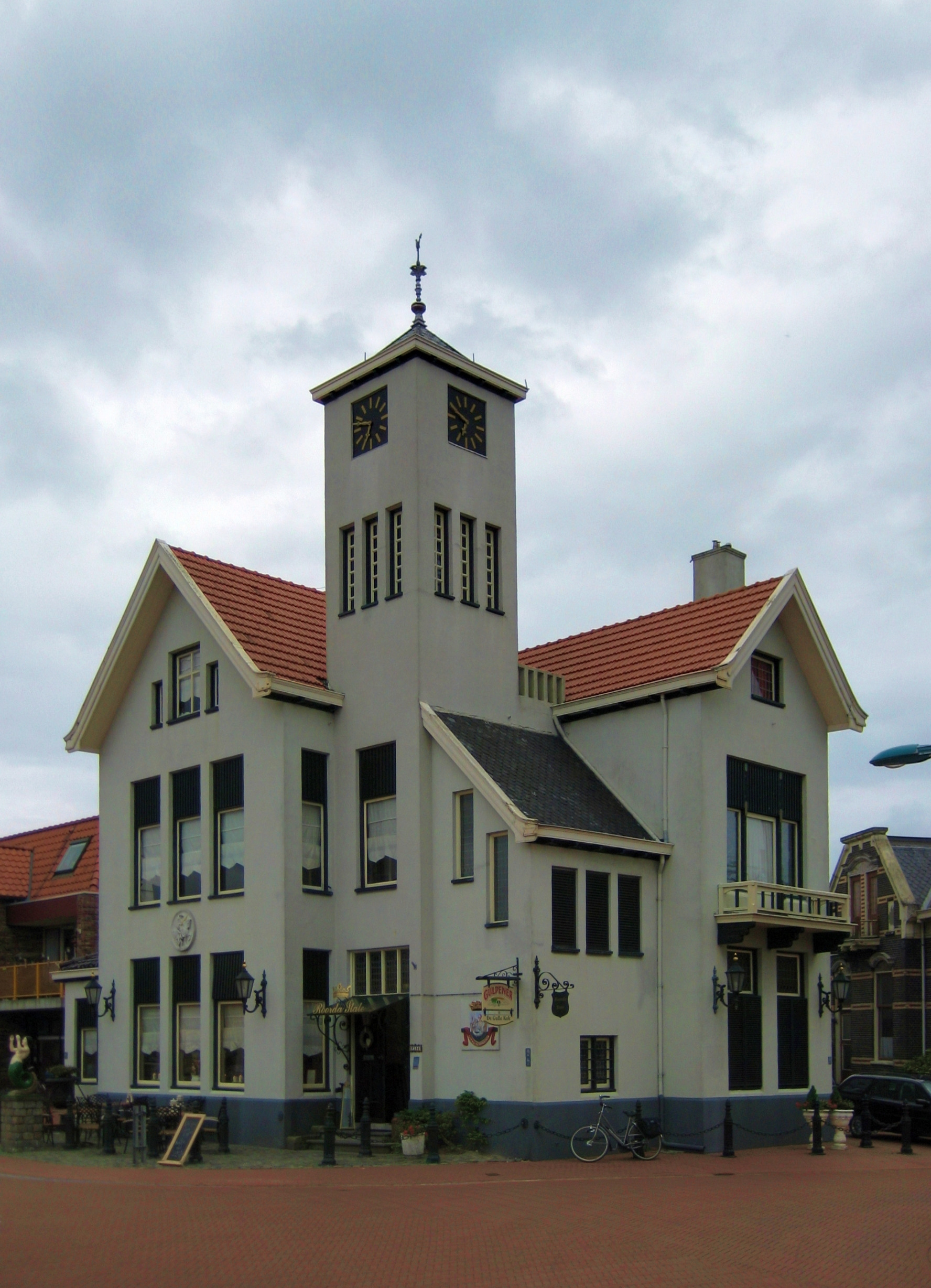
Het voormalige gemeentehuis van Uithuizermeeden (1908) in 2009
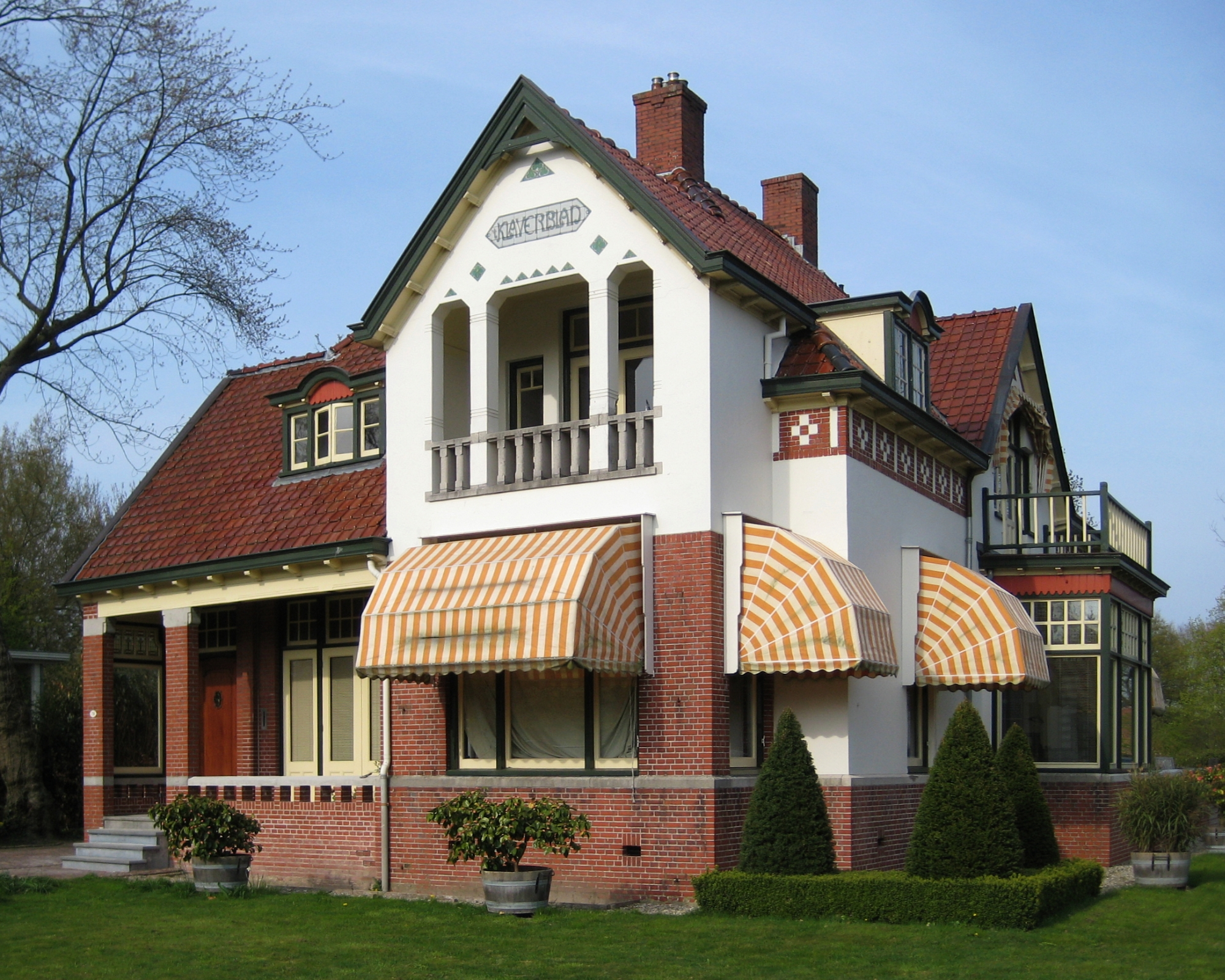
't Klaverblad (1916) in Haren (Groningen) in 2010